# The Complete Works
The Complete Works is een boxset uit 1985 van de Britse rockgroep Queen. Het bevat alle studioalbums, livealbums en non-albumtracks van de band tot op dat moment. Het was verkrijgbaar op vinyl en cassette.

## Geschiedenis
Na het Live Aid-concert in 1985, vond Queen zichzelf in een creatieve periode. Zij traden niet meer dan 20 minuten op voor de hele wereld, sommigen voelden dat Queen de show had gestolen. Door deze onverwachte beweging, riep Freddie Mercury de rest van de band bijeen om de studio in te gaan en een nummer op te nemen. Tot dit moment werden, op "Stone Cold Crazy", "Under Pressure" (met David Bowie) en "Soul Brother" na, alle nummers door een van de bandleden geschreven. Het resultaat van deze enthousiaste sessie werd "One Vision" en de geremixte B-kant "Blurred Vision" werd als wereldwijde single uitgebracht.
Op 2 december bracht Parlophone Records uit wat toen de definitieve boxset van Queen was: alle 11 studioalbums van Queen, hun livealbum Live Killers en een extra LP genaamd "Complete Vision", waar alle non-album A- en B-kanten tot dat moment opstaan.
De band drukte slechts 600 kopieën (zoals te zien is op de hoes van "Complete Vision"), wat nu een collector's item is geworden. Dit was een LP-box van 14 LP's; als toevoeging bevatte de box twee boeken, het eerste met alle albumhoezen, -teksten en -foto's; het andere was een gekleurde wereldkaart om te laten zien waar Queen heeft gespeeld en in de hitlijsten heeft gestaan en een wereldtourneereisplan tot dat moment en een lijst van hun uitrusting die zij bij zich hadden. Elk album was digitaal geremasterd in het wit met een versierde kuif en gouden Romeinse cijfers.
Zover als boxsets gaan, was deze vrij uitgebreid. Wat op de boxset mist, zouden hun Greatest Hits-album uit 1981 zijn en de weinige versies en bewerkingen die wereldwijd als single zijn uitgebracht. Queen heeft vier studioalbums uitgebracht na The Complete Works; A Kind of Magic (1986), The Miracle (1989), Innuendo (1991) en Made in Heaven (1995).

## Albumlijst
1. "Queen" (1973)
2. "Queen II" (1974)
3. "Sheer Heart Attack" (1974)
4. "A Night at the Opera" (1975)
5. "A Day at the Races" (1976)
6. "News of the World" (1977)
7. "Jazz" (1978)
8. "Live Killers Vol. 1" (1979)
9. "Live Killers Vol. 2" (1979)
10. "The Game" (1980)
11. "Flash Gordon" (1980)
12. "Hot Space" (1982)
13. "The Works" (1984)
14. "Complete Vision" (extra LP)

## Complete Vision
Een bonus-LP die met de "Complete Works" werd uitgegeven in 1985, bevatte de non-album A- en B-kanten tot op dat moment. Vreemd genoeg bestaan er zowel 33rpm- als 45rpm-versies van het album.

### Complete Vision track listing
1. See What a Fool I've Been (B-kant Seven Seas of Rhye)
2. A Human Body (B-kant Play the Game)
3. Soul Brother (B-kant Under Pressure)
4. I Go Crazy (B-kant Radio Ga Ga)
5. Thank God It's Christmas
6. One Vision (Singleversie)
7. Blurred Vision (B-kant One Vision)